# Agora van Athene

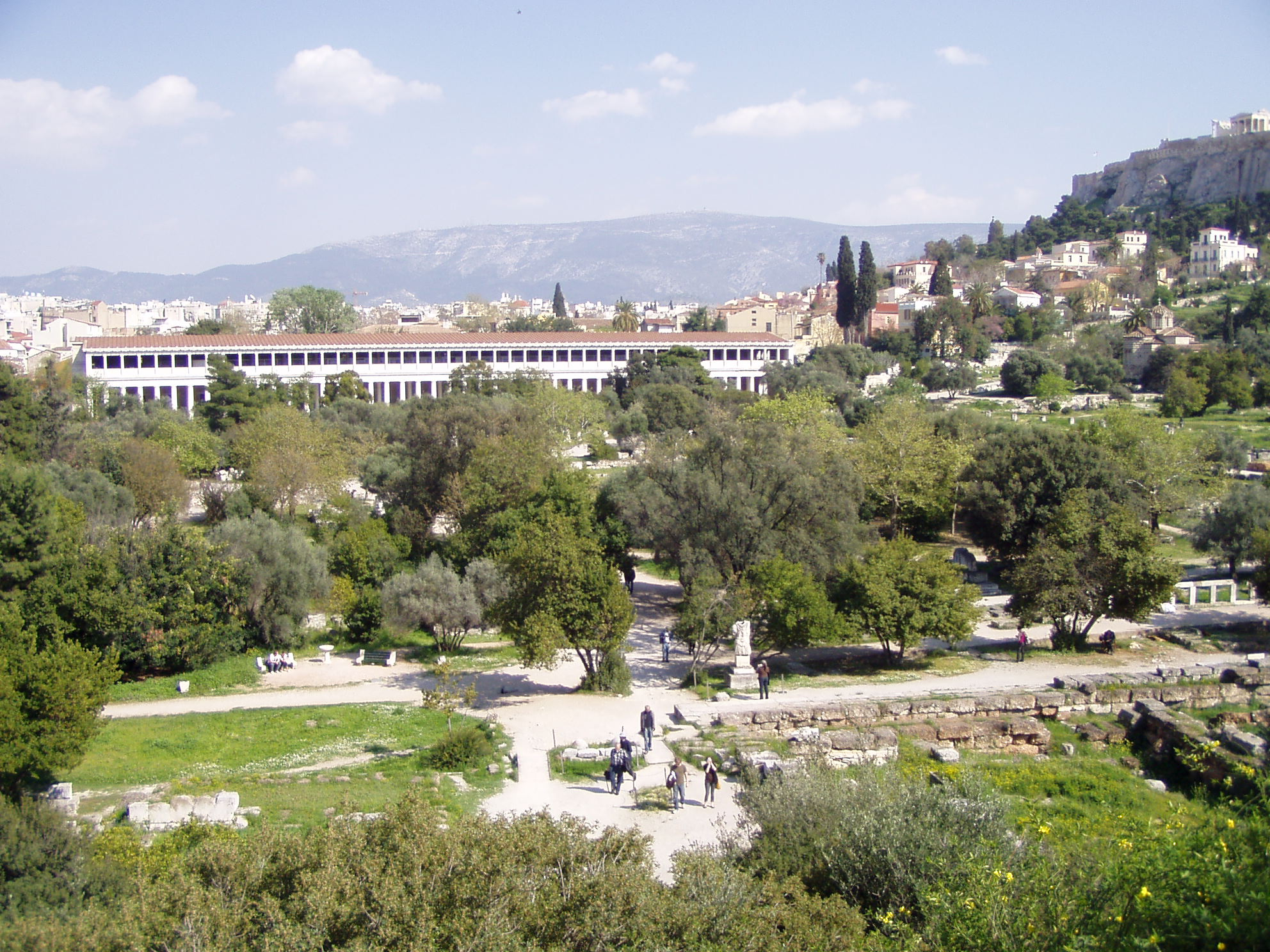
De Agora gezien vanaf de Kolonos Agoraios in oostelijke richting. Op de achtergrond de Stoa van Attalus, rechts de Akropolis.

 De Agora van Athene (Grieks: Αρχαία Αγορά της Αθήνας) vormde in de oudheid, net zoals de agora’s in andere Griekse steden, het centrum (letterlijk ‘verzamelplaats’) van de stad. Hier lagen de belangrijkste gebouwen voor bestuur en rechtspraak, en er vonden markten en religieuze feesten plaats.

## Functie
Op de Agora verzamelden de burgers van Athene zich dagelijks in de open lucht voor allerlei activiteiten. In de vroegste tijden werden hier sportwedstrijden gehouden en ook de dramafestivals, die in de loop van de 6e eeuw werden verplaatst naar het Dionysustheater. De Agora was het centrum van de Atheense democratie: hier waren de gebouwen van de raad (de boulè) en van de dagelijkse bestuurders (de prytanen). Ook werden hier de zittingen gehouden van de volksrechtbank (de heliaia). Aanvankelijk kwam hier ook de volksvergadering (ekklèsia) samen, maar deze vergaderingen werden in de loop van de 5e eeuw verplaatst naar de Pnyx. De Agora was ook de markt van de stad: de handel vond plaats in de open lucht of in de winkeltjes in de steeds talrijkere stoa's (zuilengalerijen). Hij had ook een religieuze functie: er waren tempels en de jaarlijkse processie tijdens de Panathenaeën trok eroverheen. Talrijke filosofen, onder wie Socrates en Zeno van Citium, waren regelmatig op de Agora te vinden voor discussie en onderwijs. Tijdens zijn verblijf in Athene ging ook de apostel Paulus dagelijks in discussie op de Agora (zie Handelingen 17:17).

## Geschiedenis
De Agora van Athene ontstond rond het begin van de 6e eeuw v.Chr. op een open ruimte dicht bij het midden van de stad, aan de noordwestelijke voet van de Akropolis. Dwars over de Agora liep de oude Panathenaeïsche weg van de Dipylonpoort naar de Akropolis.
Een van de eerste openbare gebouwen is het zuidoostelijke bronhuis, dat in 530-520 v.Chr. werd gebouwd en dus stamt uit de tijd van de tirannen. Via terracotta pijpleidingen werd water aangevoerd vanaf de Lycabettus-heuvel. Aan het begin van de 5e eeuw werden afvoerkanalen aangelegd waarmee regenwater werd afgevoerd naar de Eridanos. De meeste van de oudste gebouwen, zowel met een openbare als met een religieuze functie, verrezen aan de westkant van de open ruimte. Deze werden verwoest door de Perzen in 480 v.Chr. In de loop van de 5e eeuw werd de westkant herbouwd en werden ook grote openbare gebouwen aan de noord- en zuidkant van het plein gebouwd. Met de bouw van de marmeren Tempel van Hephaistos (ook wel Theseion genoemd) werd kort na 450 v.Chr. begonnen. Een grote bouwactiviteit werd ontplooid in de tweede helft van de 4e eeuw. In de 2e eeuw v.Chr. kreeg de Agora echter zijn definitieve vorm met de aanleg van grote stoa’s aan zijn zuid- en oostkant.
Het zuidelijke deel van de Agora had zwaar te lijden onder de plunderingen van de Romeinen onder Sulla in 86 v.Chr. Het herstel ging langzaam. Rond 15 v.Chr. richtte de Romeinse generaal Agrippa min of meer midden op het plein het Odeion, een concertzaal, op. Verscheidene oude tempels, met name die van Ares, werden nu vanaf het platteland naar de Agora overgeplaatst. In de 2e eeuw n.Chr. werden enkele nieuwe gebouwen neergezet: de Bibliotheek van Pantainos, een nymphaeum, een basilica, de zogenaamde Monopteros. Rond 100 n.Chr. werd de oude Agora door een overdekte wandelweg verbonden met de nieuwe Romeinse Agora aan de oostkant.
In 267 n.Chr. werd het gedeelte van Athene waar de Agora lag geplunderd door barbaren uit het noorden, de Herulen. Korte tijd later, ca. 280-290, werden de stenen van de verwoeste gebouwen gebruikt om een verdedigingsmuur te bouwen ten oosten van de oude Agora. Na een eeuw van verwaarlozing werd een aantal grote huizen gebouwd op de hellende grond aan de zuidkant van de Agora, en kort na 400 n.Chr. werd een groot gymnasium gebouwd op de ruïnes van oude gebouwen midden op de Agora. Deze huizen en het gymnasium dienden waarschijnlijk voor het hoger onderwijs in de stad die nog altijd als een centrum van geleerdheid gold. Het gebied werd nogmaals verwoest met de komst van de Slavische volkeren in de jaren 580. Daarna stopte de bewoning in dit gedeelte van Athene.
De bewoning werd hervat in de 10e eeuw toen ook de Kerk van de Heilige Apostelen (Agii Apostoli Solaki) werd opgericht (ca. 1000 n.Chr.). Deze werd echter in 1204 verwoest door indringers uit Nauplion. De kerk werd herbouwd, maar had weer zwaar te lijden in de Onafhankelijkheidsoorlog (1826/27). Toen Athene in 1834 tot hoofdstad van Griekenland werd uitgeroepen volgde koortsachtige bouwactiviteit zodat het hele gebied met huizen was bedekt toen de archeologische opgravingen door de American School of Classical Studies in 1931 van start gingen. Zo'n 350 vervallen negentiende-eeuwse huizen werden onteigend en gesloopt. In de 19de eeuw waren al incidenteel opgravingen gedaan, met name aan de noordkant tijdens de uitbreiding van de spoorweg tussen Athene en Piraeus in 1890-91 (de huidige metrolijn 1). In de jaren 1953-56 werd de Stoa van Attalus herbouwd om te dienen als museum (het Agora Museum) en werkruimte voor de archeologen.

## De Agora in de klassieke periode

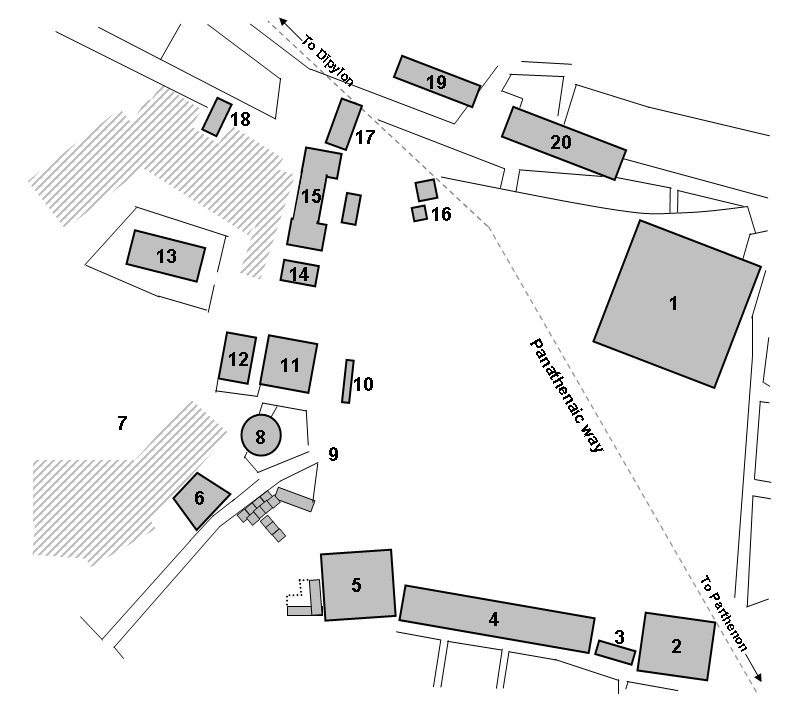
Plattegrond van de Atheense Agora, 5e-4e eeuw v.Chr.

De reconstructie van het uiterlijk van de Agora in de oudheid heeft veel te danken aan de archeologische opgravingen, maar ook het werk van Pausanias die de Agora in de 2e eeuw n.Chr. bezocht en een gedetailleerde beschrijving gaf (I 3.1 t/m 17.1), waarin hij vooral veel aandacht schonk aan de schilderijen en beeldhouwwerken die hij zag.

1. Peristyl hof

Dit was een peristyle (door zuilen omgeven) open ruimte, die vermoedelijk diende voor de juryrechtspraak. Schamele resten hiervan zijn teruggevonden onder de noordkant van de Stoa van Attalus. De identificatie is voornamelijk gebaseerd op de vondst van een bak gemaakt van riooltegels met 7 bronzen lootjes die door de juryleden gebruikt werden om hun oordeel te geven.

2. Munt

Dit vierkante gebouw van ca. 58 x 53 m. komt uit de vierde eeuw. In de 3e en 2e eeuw v.Chr. werden hier de Atheense munten geslagen. Waarschijnlijk alleen bronzen munten, waarvan er ter plekke vele zijn gevonden, en geen zilveren munten.

3. Zuidoostelijk bronhuis

Dit is een bronhuis, een openbare watervoorziening, uit het laatste kwart van de 6e eeuw v.Chr., de tijd van de tirannen. Het water werd via een terracotta pijpleiding aangevoerd vanaf de Lycabettusheuvel en stroomde aan weerskanten van het rechthoekige gebouwtje in bassins.

Pausanias dacht dat dit de beroemde Enneacrounos (‘Negen fonteinen’) was, de bekendste watervoorziening van Athene. Wegens zijn grote ouderdom werd het water hiervan ook gebruikt voor religieuze doeleinden, onder andere voor het bad voorafgaand aan een bruiloft. Op grond van beschrijvingen uit andere auteurs wordt echter duidelijk dat de Enneacrounos ten zuiden van de Agora lag in de bedding van de rivier de Ilissos.

4. Zuidstoa

Deze stoa werd gebouwd ca. 430-420 v.Chr. en was ca. 80 m. lang. Hij had een dubbele colonnade met 16 vertrekken erachter. Halverwege de 2e eeuw v.Chr. werd deze stoa afgebroken om plaats te maken voor een nieuwe stoa (Zuidstoa II).

5. Heliaia

De heliaia was de volksrechtbank. Hiervoor werd oorspronkelijk waarschijnlijk in de 6e eeuw v.Chr. een eenvoudige omheinde ruimte gebruikt. Aan het begin van de 5e eeuw v.Chr. werd de omheining veranderd in een stenen muur van 27 x 31 m. en werden er overdekte vertrekken, waarschijnlijk kantoren, aan toegevoegd.

6. Strategeion

Hier bevond zich waarschijnlijk het gebouw waar de tien strategen vergaderden.

7. Kolonos agoraios

De ‘Agoraheuvel’ aan de westkant van de Agora was het terrein van handwerkslieden: makers van terracotta beeldjes en beeldhouwers, maar vooral van metaalbewerkers en bronsgieters, die gevestigd waren naast de tempel van hun beschermgod Hephaistos.

8. Tholos

Dit ronde gebouw diende als prytaneion, het gebouw voor de prytanen, de 50 dagelijkse bestuurders van Athene. Zij aten hier iedere dag en hun voorzitter en het derde deel dat dienst had sliepen ook in het gebouw. Het werd ca. 465 v.Chr. gebouwd en werd vanwege de vorm van zijn dak ook wel de Skias (‘Parasol’) genoemd. Hier werd ook een set van standaard maten en gewichten bewaard.

9. Grenssteen van de Agora (Horos)

Er zijn twee grensstenen in situ teruggevonden met het opschrift in Attische letters uit de 5e eeuw v.Chr.: ‘Ik ben de grenssteen van de Agora’. Deze stenen dienden om de grens aan te geven van de gewijde grond van de Agora die niet mocht worden betreden door veroordeelde misdadigers.

10. Monument van de eponieme helden

Dit was een omheinde ruimte rondom een grote basis waarop tien beelden stonden van de helden die de naamgevers waren van de tien phylen (‘stammen’) waarin Athene door Kleisthenes werd ingedeeld. De zijkanten van het monument werden gebruikt om officiële besluiten en wetsvoorstellen bekend te maken.

11. Metroön

Het ‘Moederheiligdom’ is een gebouw uit het eind van de 2e eeuw v.Chr. waarin de Moeder van de goden werd vereerd. Zij werd vermoedelijk al veel eerder op deze plek vereerd in een kleine archaïsche tempel die door de Perzen werd verwoest. Het Metroön diende tegelijkertijd ook als staatsarchief.

12. Bouleuterion

Het bouleuterion was het raadsgebouw, waar de raad (boulè) van 500 samenkwam. Het ‘Oude bouleuterion’ werd aan het eind van de 5e eeuw vervangen door een meer westelijk gelegen ‘Nieuw bouleuterion’, dat werd gebouwd op een plateau dat was uitgehouwen in de Agoraheuvel.

13. Tempel van Hephaistos

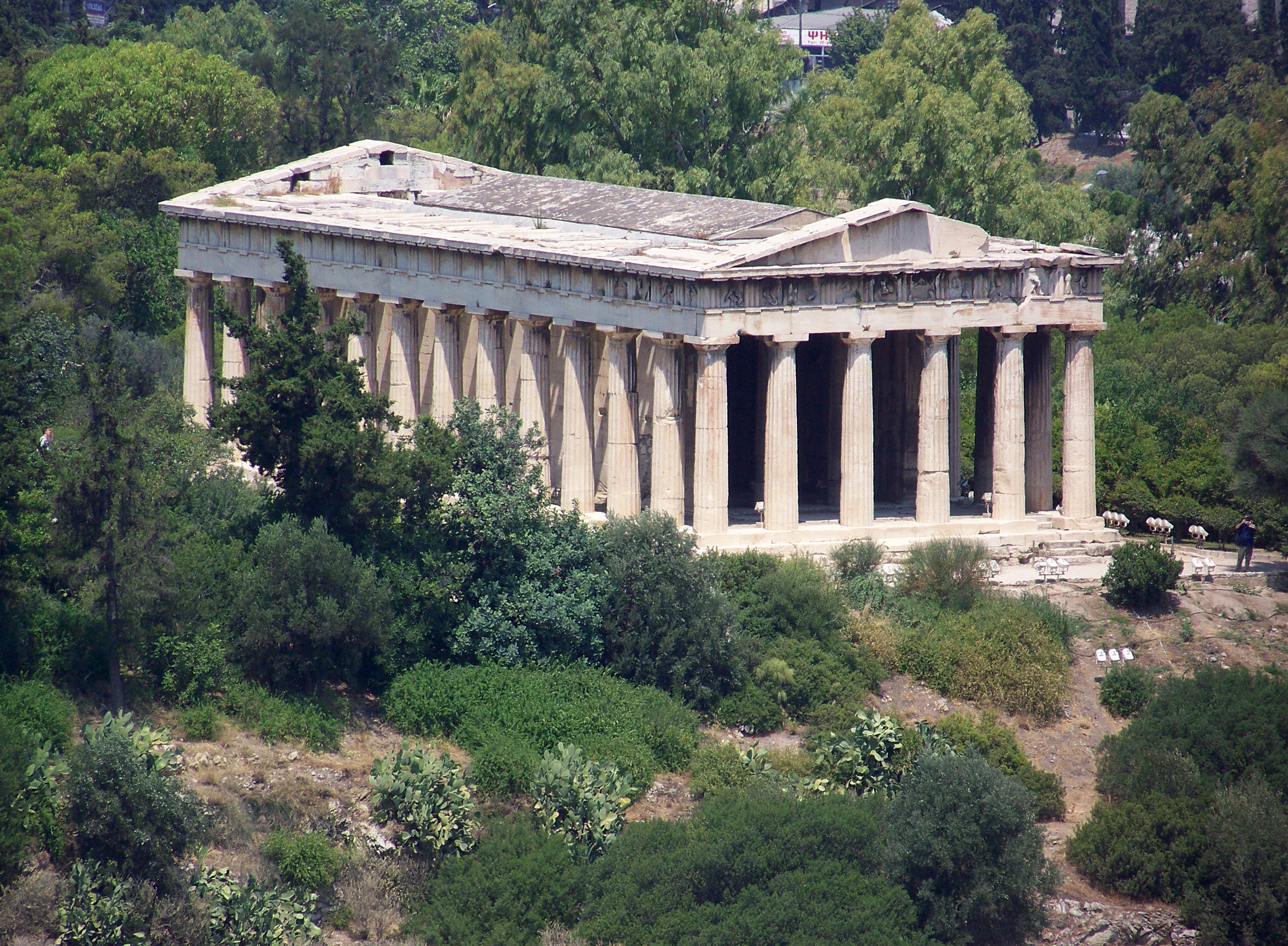
Tempel van Hephaistos

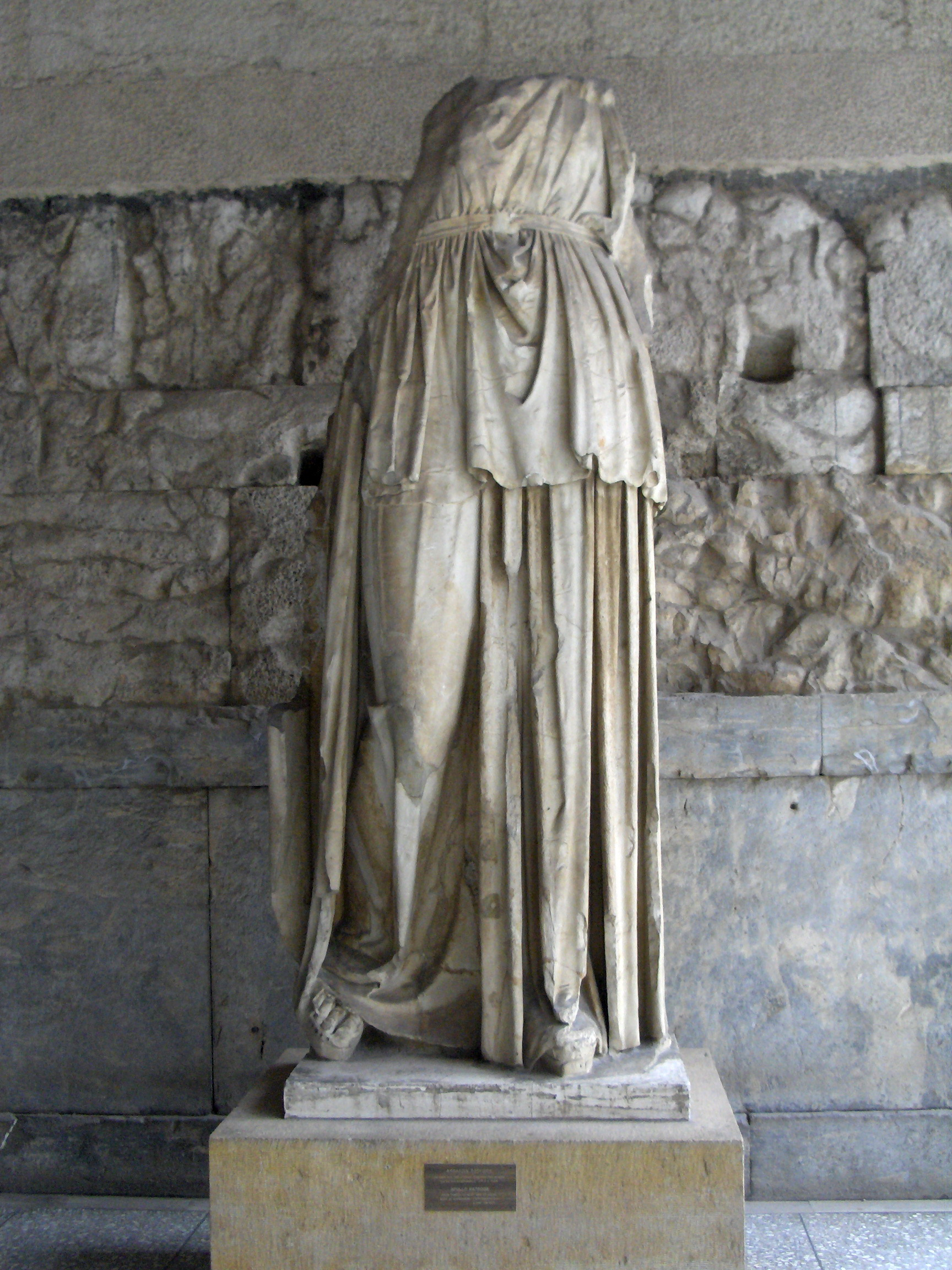
Cultusbeeld van Apollo uit de Tempel van Apollo Patroös, gemaakt door Euphranor

Het best bewaarde gebouw uit de oudheid op de Agora, waarschijnlijk gesticht in 449 v.Chr. is tevens het best bewaarde voorbeeld van een Dorische hexastyle tempel. De tempel wordt omgeven door 34 zuilen (6 x 13) en is geheel gebouwd in marmer. De tempel staat ten onrechte ook wel bekend als Theseion, omdat hij in de Middeleeuwen op grond van de metopen ten onrechte werd geïdentificeerd als het heroön waar de botten van Theseus werden bewaard.

14. Tempel van Apollo Patroös

Dit was een kleine Ionische tempel, 10 x 16,5 m., tetrastyl in antis, gebouwd ca. 340-320 v.Chr. ‘Patroös’ betekent ‘vaderlijk’, want de tempel was gewijd aan Apollo als vader van Ion, die zo ook de ‘vader’ was van de bevolking van Athene, die zichzelf als Ionisch beschouwde. Het cultusbeeld was gemaakt door Euphranor, zo vertelt Pausanias.

15. Stoa van Zeus Eleutherios

Deze zuilengalerij met twee uitstekende vleugels werd ca. 430 v.Chr. gebouwd ter ere van Zeus omdat hij de Grieken van de Perzen had bevrijd (eleutherios = bevrijder). De stoa had aan de buitenkant zuilen in de Dorische stijl en binnenin in de Ionische stijl. Volgens Pausanias was hij versierd met schilderijen van Euphranor.

16. Altaar van de twaalf goden

Dit altaar was gewijd aan de twaalf belangrijkste Griekse (of Atheense) goden. Het was ook de plaats waarvandaan afstanden werden gemeten (zoals blijkt uit Herodotus, II, 7) en daarmee het absolute middelpunt van de stad. Thucydides vertelt dat het werd opgericht door Peisistratos de jongere, de kleinzoon van de tiran, tijdens zijn archontaat in 522/21 v.Chr.

17. Stoa Basileios

Deze stoa was de zetel van de Archon Basileus (een van de archonten). Ook kwam het college van de Areopaag hier soms bijeen. Het was een gebouw van 18 m. lang met een façade van de 8 Dorische zuilen. Het dateert van ca. 500 v.Chr. en bleef min of meer ongewijzigd bestaan tot ca. 400 n.Chr.

18. Heiligdom van Aphrodite Ourania

Dit heiligdom lag in het noordwesten van de Agora aan de voet van Agoraheuvel. Volgens Pausanias stond er in het heiligdom een marmeren beeld van Aphrodite gemaakt door Pheidias. Een groot 'Altaar van Aphrodite Ourania', dat direct ten westen van de Stoa Poikile stond, werd in 1981 teruggevonden.

19. Stoa van de Hermen

De naam van dit bouwwerk is ontleend aan een inscriptie die in 1962 is gevonden. Het gaat om een rij hermen, waarop met epigrammen de grote overwinningen van Kimon op de Perzen werden herdacht. Aan de vooravond van de Siciliaanse Expeditie in 415 v.Chr. vielen ze ten slachtoffer aan de hermokopiden.

20. Stoa Poikile

De ‘Beschilderde stoa’, was de beroemdste stoa op de Agora in Athene. Hij werd gebouwd ca. 475-450 v.Chr. onder verantwoordelijkheid van Peisianax en heette daarom oorspronkelijk Peisianaktios. Er waren schilderingen van de beroemde schilders Polygnotus, Micon en Panaenus.

## De stoa’s uit de hellenistische periode

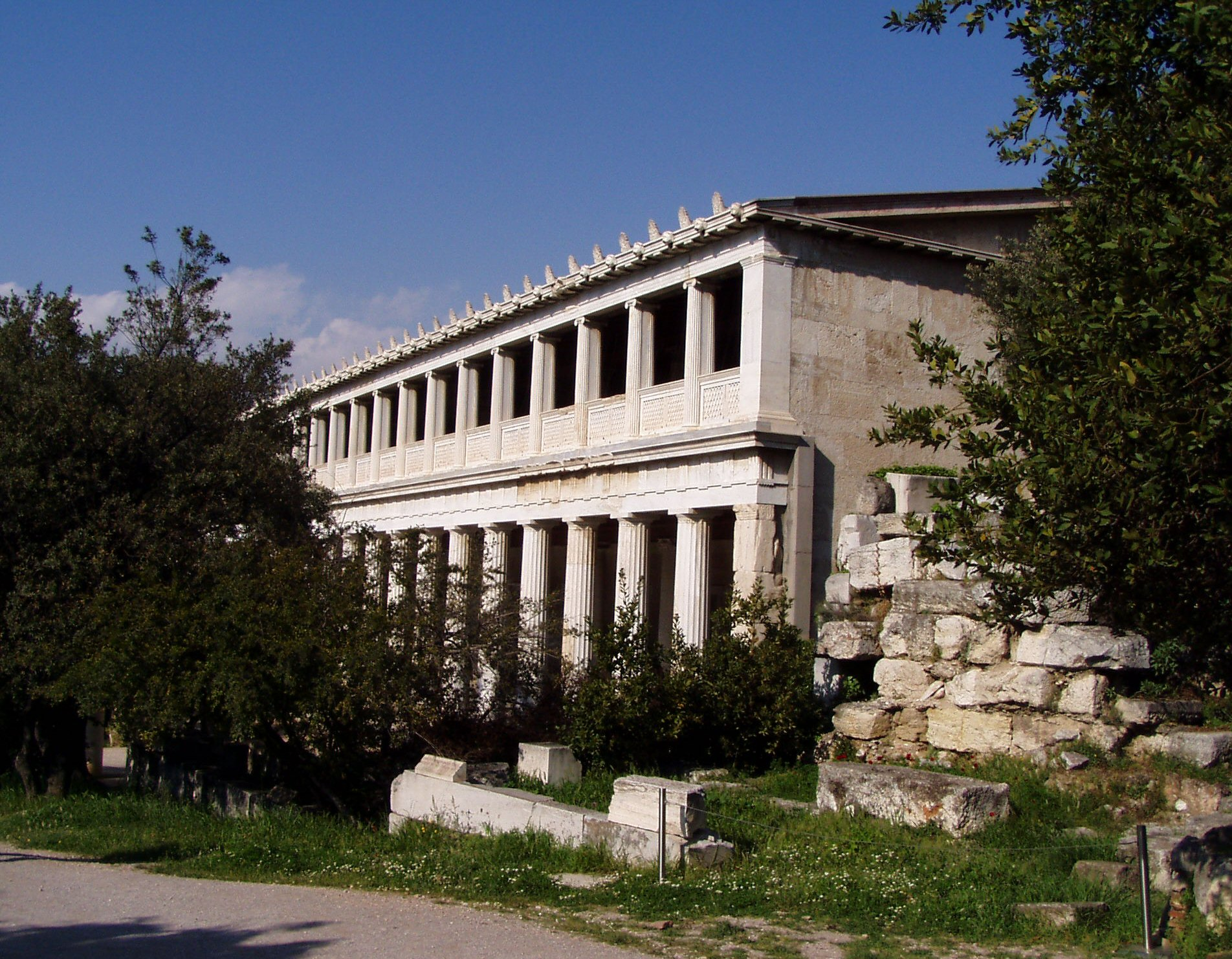
Stoa van Attalus

In de hellenistische tijd werden verscheidene grote stoa’s gebouwd. De eerste was de Middenstoa, bijna 150 m. lang, die aan de zuidzijde werd gebouwd tussen 180 en 140 v.Chr. Deze stoa sneed een deel van de Agora af van de rest van het plein. Het vormde een geheel met de erachter gelegen nieuwe Zuidstoa (Zuidstoa II) en een derde Oostelijk gebouw dat de twee stoa’s aan de oostkant verbond, zodat een nieuw plein ontstond dat het Zuidplein werd genoemd. Het had vermoedelijk vooral een commerciële functie.
Aan de oostkant van de Agora verrees de Stoa van Attalus, die Attalus II, koning van Pergamon in de jaren 159-138 v.Chr., tijdens zijn koningschap liet bouwen. Hij had voordat hij koning werd in Athene gestudeerd bij Karneades en liet de stoa als dankbetuiging bouwen. Het was een winkelcomplex van twee verdiepingen zuilengalerijen met daarachter in totaal 42 winkels die door de stad verhuurd werden. Voor de zuilen werden Pentelisch wit marmer en Hymettisch blauw gebruikt, samen met kalksteen voor de muren. In 267 n.Chr. werd de stoa verwoest door de Herulen. Het gebouw werd in de jaren 1953-56 volledig gereconstrueerd om als museum en werkruimte voor de archeologen te dienen.

## Gebouwen uit de Romeinse tijd
Agrippa liet ca. 15 v.Chr. midden op de Agora een odeion of concertgebouw bouwen. Dit Odeion van Agrippa was een groot gebouw van twee verdiepingen dat 1.000 toeschouwers kon bevatten. De onderbouw was omgeven door zuilengalerijen en de bovenbouw was versierd met Korinthische pilasters. In het rechthoekige gebouw waren zitplaatsen rondom een met marmer ingelegde orchestra, waarachter een verhoogd podium was. Het dak overspande een ruimte van 25 m., wat te veel bleek te zijn, want in 150 n.Chr. stortte het in. Daarna werd het gebouw op kleinere schaal herbouwd en kon het 500 toeschouwers bevatten.
Iets ten noorden van het Odeion van Agrippa werd aan het eind van de 1e eeuw v.Chr. een tempel gebouwd die door Pausanias is geïdentificeerd als een Tempel van Ares. De fundamenten zijn Romeins, maar het gebouw zelf was een Griekse tempel, een Dorische peripteros uit de 5e eeuw v.Chr. Het gaat om zogenaamde ‘zwervende tempel’ die in zijn geheel verplaatst is vanuit een afgelegen deme (mogelijk was het de tempel van Athene Pallenis in het moderne Stavro) naar het centrum van de polis om te dienen voor een nieuw doel.
In de zuidoosthoek van Agora verrees ca. 100 n.Chr. de Bibliotheek van Pantainos. Hij werd gewijd aan Athena Archegetis, Trajanus en het Atheense volk. Het complex bestond uit een vierkant gebouw en een door zuilengalerijen omgeven hof waarachter vertrekken lagen. Lucius Flavius Pantainos, die het gebouw wijdde, was de zoon van het hoofd van een filosofische school en verwees naar zichzelf als een priester van de filosofische muzen.

## Kerk van de Heilige Apostelen

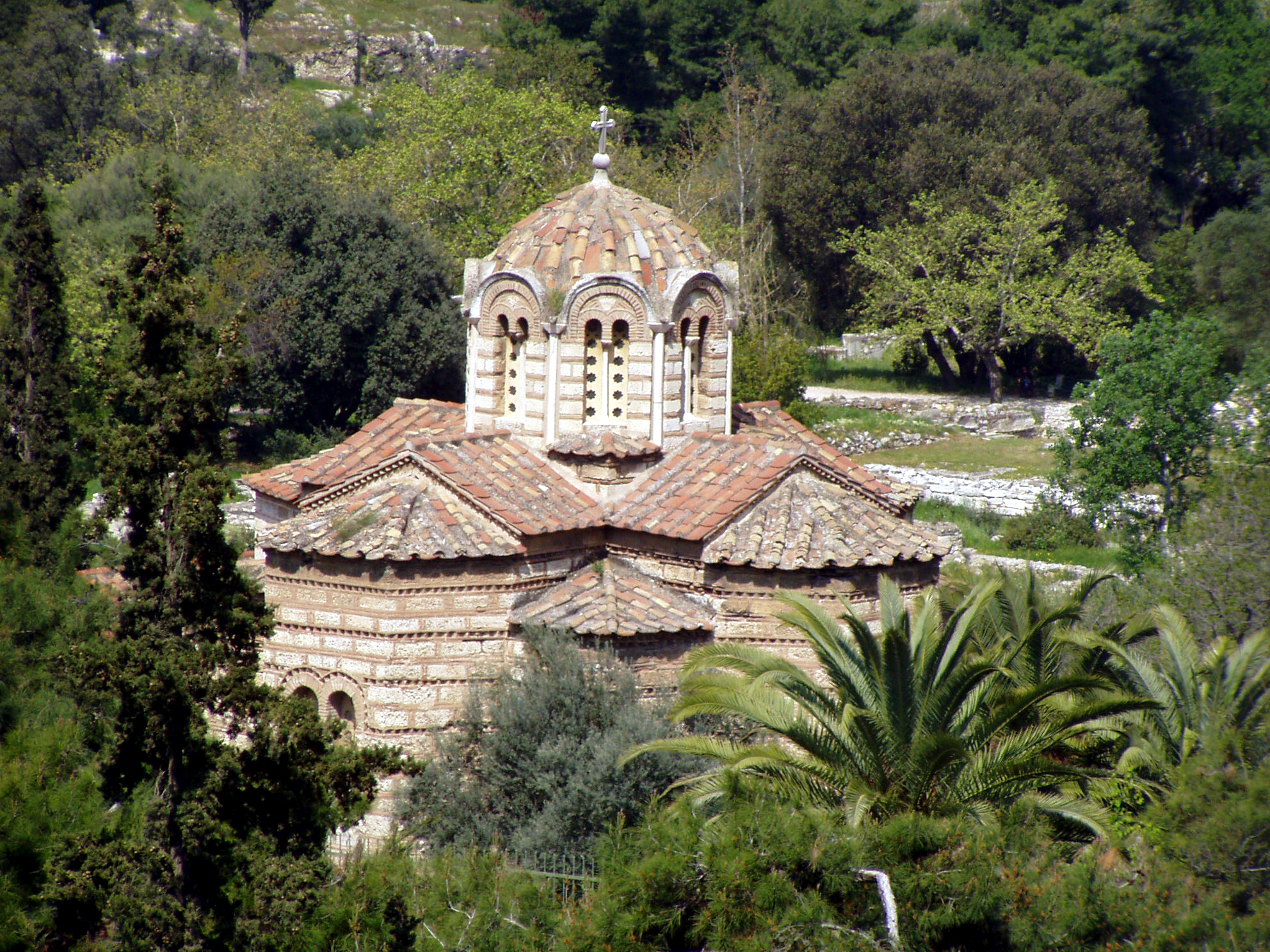
Kerk van de Heilige Apostelen

De Kerk van de Heilige Apostelen is de enige kerk die men bij de opgravingen van de Agora vanwege zijn ouderdom heeft laten staan. Hij staat aan de zuidoostkant van de Agora en stamt van rond het jaar 1000. Hij heeft de plattegrond van een Grieks kruis waarvan de armen ieder eindigen in een apsis. De centrale koepel wordt gedragen door vier zuilen aan de binnenkant. De kerk is van binnen versierd met resten van fresco’s uit de 17e eeuw. Hij werd tijdens een restauratie in de jaren 1954-56 zo veel mogelijk in zijn oorspronkelijke staat teruggebracht.